# Laajakoskenjärvi
Laajakoskenjärvi är en sjö i Finland. Den ligger i kommunen Kotka i landskapet Kymmenedalen, i den södra delen av landet, 110 km öster om huvudstaden Helsingfors. Laajakoskenjärvi ligger 13,7 meter över havet. I omgivningarna runt Laajakoskenjärvi växer i huvudsak blandskog. Arean är 37,7 hektar och strandlinjen är 3,02 kilometer lång. Sjön  ingår i Kymmene älvs huvudavrinningsområde. 